# Беслерия
Бесле́рия (лат. Besleria) — многочисленный род кустарников, небольших деревьев и травянистых растений семейства Геснериевые (лат. Gesneriaceae).

## Этимология названия
Род назван по имени Басилиуса Беслера (Basilius Besler) (1561-1629), немецкого ботаника, фармацевта, садовода и издателя, известного благодаря своему труду Hortus Eystettensis — одному из сокровищ ботанической литературы.

## Ботаническое описание

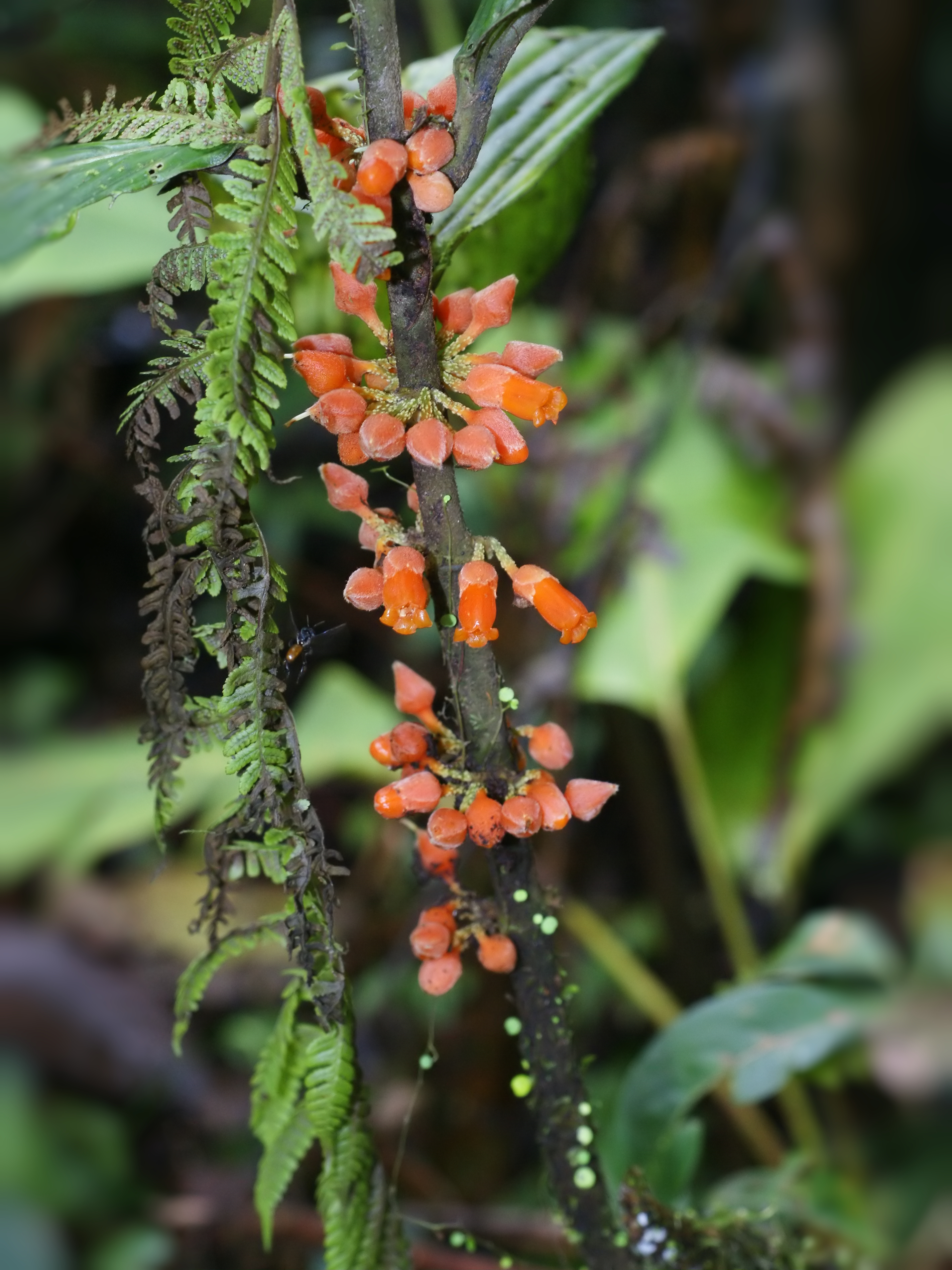
Besleria robusta

Небольшие деревья, Кустарники и травы с мочковатыми корнями. Стебли в поперечном разрезе цилиндрические или 4-гранные. Листья супротивные, от кожистых до плёнчатых.
Соцветия пазушные, цимозные на цветоносах, собраны в пучки или зонтиковидный завиток, изредка одиночные. Прицветники отсутствуют. цветоносы от коротких до длинных. 
Чашелистики сросшиеся у основания; чашечка колокольчатая, кувшинчатая или цилиндрическа, доли черепитчатые, округлые или заострённые, цельнокрайные или мелкозубчатые.
Венчик жёлтый, оранжевый, красный или белый, трубка цилиндрическая, с выступом или мешком у основания, или вздутая и резко сужающаяся в зеве; отгиб двугубый или почти правильный, иногда почти актиноморфный.
тычинок обычно 4; парные, в парах разной длины, нити широкие, плоские; пыльники сросшиеся верхушками. Нектарник кольцевой или полукольцевой. Завязь верхняя, рыльце головчатое, 2-лопастное.
Плод — мясистая шаровидная ягода; жёлтая, красная или оранжевая, экзокарпий толстый, сглажено бугорчатый, мякоть состоит из тканей плаценты.

## Ареал
Обитает в неотропике, наибольшее количество видов сосредоточено в Андах на территории Колумбии и Эквадора; несколько видов — эндемики юго-восточных областей Бразилии; большинство видов — эндемики с очень ограниченными районами обитания. Растут в равнинных и горных лесах, по берегам рек и на влажных утёсах.

## Виды

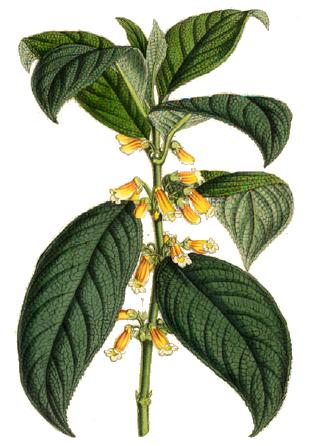
Беслерия белопятнистая (Besleria leucostoma)

По информации базы данных The Plant List, род включает 167 видов. Некоторые из них:
- Besleria comosa C.V.Morton
- Besleria leucostoma (Hook.) Hanst. — Беслерия белопятнистая
- Besleria lutea L. — Беслерия жёлтаяtypus
- Besleria miniata C.V.Morton — Беслерия киноварная
- Besleria modica C.V.Morton
- Besleria quadrangulata L.E.Skog